# فرانک‌فورد (دلاور)
فرانک‌فورد، دلاور (به انگلیسی: Frankford, Delaware) یک سکونتگاه مسکونی در ایالات متحده آمریکا با جمعیت ۸۴۷ نفر است که در دلاویر واقع شده‌است.